# Universe (Planet X)
Universe è il primo album in studio del gruppo musicale Planet X, pubblicato nel 2000.

## Tracce
1. Clonus – 4:15
2. Her Animal – 4:50
3. Dog Boots – 3:36
4. Bitch – 5:20
5. King of the Universe – 8:16
6. Inside Black – 5:12
7. Europa – 4:20
8. Warfinger – 5:38
9. Chocalate – 5:22
10. Pods of Trance – 4:48
11. 2116 – 4:39

## Formazione
- Tony MacAlpine – chitarra
- Derek Sherinian – tastiere
- Virgil Donati – batteria
- Tom Kennedy – basso

## Ospiti
- Dick Smothers Jr. – voce parlata (5)